# Klempa Sándor
Klempa Sándor Károly (Graz, 1898. május 7. – Graz, 1985. december 19.) magyar katolikus pap, tanár, premontrei szerzetes, veszprémi apostoli kormányzó, majd basti címzetes püspök.

## Pályafutása
1916-ban érettségizett a Győri Bencés Főgimnáziumban. Ez év július 11-én, Jászóváralján belépett a premontrei rendbe. Első fogadalmát itt tette le 1917. július 11-én, örökfogadalmát pedig 1921. augusztus 15-én Csornán. Teológiai tanulmányait Jászóváralján, a budapesti Norbertinumban és Csornán végezte. 1922. augusztus 27-én szentelték pappá Győrött. 1922-ben német–francia–földrajz–történelem szakos középiskolai tanári oklevelet szerzett a Pázmány Péter Tudományegyetemen, 1923-ban pedig bölcsészdoktorrá avatták.
1922-től 1948-ig Keszthelyen, a premontrei gimnáziumban működött gimnáziumi tanárként. Fontos szerepet vállalt az iskola zenei életében, valamint a cserkészcsapat megszervezésében és vezetésében. irodalomtörténeti érdeklődésének központjában a magyar, német és spanyol irodalom állt. Emellett 1941–1947-ig helyettes házfőnök is volt. 1948-tól segédlelkész ugyanott.
A szerzetesrendek működési engedélyének megvonása után a Veszprémi egyházmegye papja lett. 1950-től Igalon szolgált káplánként, majd 1951-től Türjén plébánosként. 1955-től 1972-ig Zalaszentgróton volt plébános és kerületi esperes; emellett Veszprémben 1955-től irodaigazgató, 1957-től püspöki helynök.

### Püspöki pályafutása
1957-ben Badalik Sándor Bertalan veszprémi püspököt az állambiztonsági szolgálat emberei elfogták, kitiltották Veszprémből, és a hejcei szociális otthonba száműzték; előbb azonban kényszerítették, hogy az ügynökként is működő Klempa Sándort nevezze ki püspöki helynökké. Klempa 1959-től apostoli kormányzóként irányította az egyházmegyét 1972-es lemondásáig. Ez után basti címzetes püspökké nevezték ki, és szentelte püspökké Budapesten Ijjas József kalocsai érsek, Cserháti József pécsi püspök és Bánk József váci püspök segédletével.
Az egyházmegye vezetéséről való lemondása után megtartotta a zalaszentgróti plébánia vezetését. Grazban hunyt el, ott is temették el.

## Művei
- Kurzer Leitfaden der deutschen Literatur Geschichte. Keszthely, 1927
- Goldmark, az ember. Keszthely, 1930
- Magyar cserkészek Londonban. Jamboree emlék. Keszthely, 1930
- Goethe és a premontreiek. Keszthely, 1933
- Nagyapám. Hegenbarth Ferike emlékezései Goldmark Károlyról. Ford. és jegyz. Keszthely, 1934
- Romantikus drámák spanyol vonásai. Keszthely, 1934
- Calderon és Shakespeare. Keszthely, 1935
- A spanyol és a német dráma szellemtörténeti kapcsolatai. Keszthely, 1936
- Nyelvi szempontok az irodalom barokk köréből. Pécs, 1937
- Az eucharisztikus dráma. (Auto sacramenta) Keszthely, 1938
- A keszthelyi Festetics könyvtár. Keszthely, 1938
- A keszthelyi Festetics-féle zeneiskola. Győr, 1938
- Die kulturpolitischen Bestrebungen des Grafen Georg Festetics. Győr, 1939
- A keszthelyi Festetics könyvtár 1500-ig terjedő ősnyomtatványai. Keszthely, 1939
- II. József látogatása Keszthelyen. Keszthely, 1940
- A spanyol barokk vallásos színműirodalma. Keszthely, 1940
- Mozart a premontreiek körében. Keszthely, 1941
- Az első keszthelyi nyomda. Pécs, 1943
- Kereszténység és tragikum. Keszthely, 1943
- Gr. Széchenyi István levelei gr. Festetics Taszilóhoz. Sopron, 1943
- Fejér György keszthelyi diákévei. Keszthely, 1944
- Gottsched és a Festetics család. Szombathely, 1944
- Lourdesi kilenced. Imafüzet; Ecclesia, Bp., 1963

Több ifjúsági operett zeneszerzője, a legismertebb a Szalay Albinnal írt Rabmadár. Cserkészoperett Pohárnok Jenő szövegére